# Ayshan Abdulazimova
Ayshan Abdulazimova (en azerí: Ayşən Əbdüləzimova; 11 de abril de 1993) es una central de voleibol azerbaiyana que actualmente juega para Vasas Obuda en la Liga Femenina Húngara. Ayshan también juega para la selección nacional de voleibol femenino de Azerbaiyán desde 2011 y se convirtió en capitana del equipo en enero de 2020.

## Premios

### Club
- Superliga de voleibol femenino de Azerbaiyán 2008-09 -  Subcampeona con Azerrail Baku
- Superliga de voleibol femenino de Azerbaiyán 2009-10 -  Subcampeona con Lokomotiv Baku
- Superliga de voleibol femenino de Azerbaiyán 2011-12 -  Subcampeona con Azerrail Baku